# 佐治亚州立大学法学院

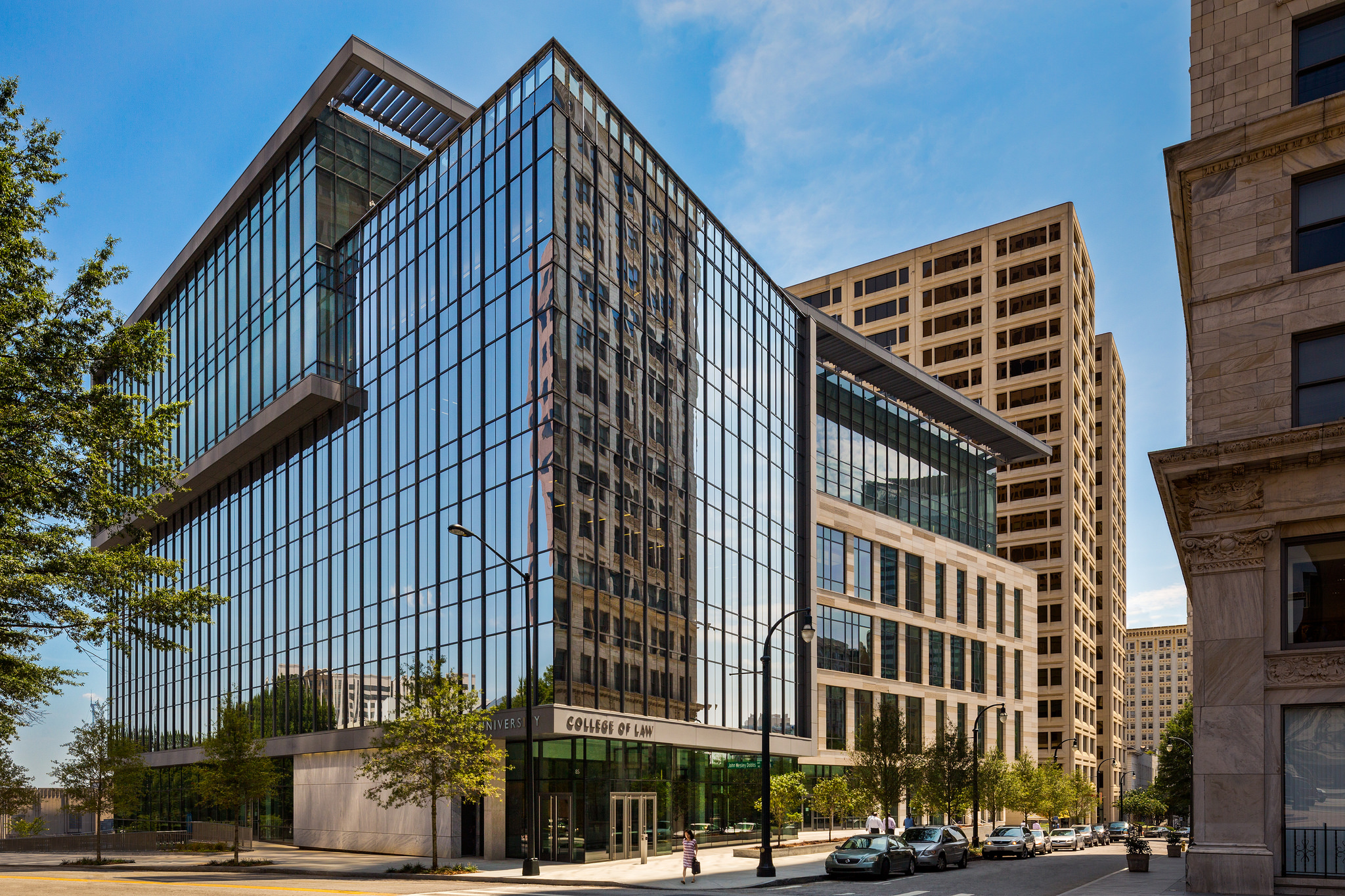
新的佐治亚州立大学法学院大楼位于亚特兰大市中心的公园广场85号。

佐治亚州立大学法学院是位于美国佐治亚州亚特兰大市中心的一所法学院。成立于1982年，它由美国律师协会认证，是美国法学院协会的成员。
除了法学博士学位外，法学院还与佐治亚州立大学的其他学院提供联合学位课程，包括工商管理硕士、公共管理硕士、哲学硕士、城市和区域规划硕士、健康管理科学硕士。借助于毗邻佐治亚州议会、大型律师事务所和500强公司总部的优势，通过实习和法律援助项目，法学院的教育质量得到加强。此外，法学院还有诸如HeLP法律诊所和税务法律诊所等法律诊所，允许学生获得亲身参与的实践经验，同时也为当地社区做出贡献。
法学院提供灵活的全日制和兼职课程，以满足各类学生的需求。法学院2015-2016学年的总费用（包括学费、杂费和生活费用）为本州居民32,958美元，非本州居民52,556美元。

## 历史
早在20世纪70年代初，佐治亚州立法者和学术领导人已经就建立一所新的法学院而辩论。最终，佐治亚州立大学法学院于1981年被州董事会批准。
法学院在其成立的第一年招收了200名学生，由6名教授授课。大多数学生是兼职的，许多人在晚上上课，因为他们在白天有全职工作。该学院的首批七名毕业生于1984年12月获得学位。
到第一个十年结束时，全职教师已增至31人，其中近一半是妇女。

## 排名
法学院被美国“新闻与世界报道”评为第56名最佳法学院。法学院拥有一个知名的医疗健康法（全国排名第3）和兼职项目（全国排名第14）。根据使用了更多关注学生成果而不是投入的指标的“Above The Law”，法学院排名第33位。此外，GSU被“普林斯顿评论”评为全国顶尖法学院。

### “最佳价值法学院”
佐治亚州立大学法学院以其低学费（本州居民每年15,154美元）和良好的学术声誉而闻名，已多次荣获全国“最佳价值法学院”。“全国法学家”杂志在2008  -  2012年连续五年将佐治亚州立大学法学院列入前五名“最佳价值法学院”，其中包括在2010年和2011年将佐治亚州立大学法学院命名为全国的“最佳价值法学院”。

## 入学
一个非常有选择性的项目，法学院在2012年秋季接受了不到17％的法学博士项目申请人 。入学学生的平均GPA为3.19-3.60，平均LSAT为156-161。 2012年入学的学生有191名学生，107名男生和84名女生。 2012年入学的学生中，92％来自佐治亚州，包括佐治亚大学，奥本大学，佐治亚理工学院，范德堡大学，美世大学和北卡罗来纳大学等等。

## 学术
佐治亚州立大学法学院提供了一个教室、法庭、商业和政府机关集中和便利的地理位置。灵活的课程将理论和实践相结合，为您提供亲身参与的实践经验，同时方便您在法学院期间一边同时工作。[11]
目前有650名学生，其中465名是全日制学生。法学院的学生与教师比例超过11：1，有52名全职教师。一半以上的全职教师是女性，给学生创造一个多元化的环境，几乎有三分之一的少数民族入学。[11]
自2011年以来，法学院的律师资格考试通过率接近95％，远高于全州平均水平的84％。[11]

### 法律诊所
佐治亚州立大学法学院为其学生提供了许多法律诊所项目，目的是在毕业前为学生提供尽可能多的实践经验。

#### 死刑辩护法律诊所
二年级和三年级学生全方位协助佐治亚州死刑辩护律师办公室，为他们的贫困客户的死刑案件审判做准备，包括进行调查、访谈客户和潜在证人、编制法证证据、寻求文件、法律研究、起草法律请求、形成辩护理论、为案件的每个阶段作出战略决策。

#### 法律实践基础
学生通过模拟小型、通用律师事务所的工作，学习实践技能和符合职业伦理的决策。课程工作包括模拟练习和代表真实客户。

#### HeLP法律服务法律诊所
HeLP法律服务诊所通过代表经亚特兰大当地的儿童医院接受医疗健康服务的低收入儿童的法律需求，为法律学生提供各种法律领域的专业技能和培训。

#### 健康立法与倡导
这个为期两个学期的法律诊所侧重于立法倡导技能的发展，通过审查立法被纳入州法律的过程，包括起草、立法组织和程序、伦理和游说、以及拨款程序。学生可以与社区合作伙伴（非营利健康倡导团体、与健康相关的政府机构、与健康相关的非营利企业）就与佐治亚立法大会即将提出的健康相关立法有关的书面计划开展工作，或涉及其他立法相关卫生政策或倡导问题。

#### 投资者辩护法律诊所
该法律诊所为学生提供专业技能以及仲裁、谈判和调解培训，这些学生代表并教育那些由于经纪人不当行为而蒙受损失，但由于其索赔金额过低而无法负担或找不到私人律师的小投资者。

#### 菲利普·库克低收入纳税人法律诊所
该法律诊所为学生提供专业技能和培训，并在与国税局的纠纷的审查后阶段为低收入人士提供法律服务。

#### 房东－租客调解法律诊所
学生调解房东－租客纠纷和其他纠纷，包括在州和治安法院处理的案件；特别是小额索赔民事案件，例如邻居、消费者与企业、债权人与债务人之间的争议。如果在调解期间达成协议，学生将负责起草详细阐述协议的说明。
学生在律师的监督下工作，调解涉及到法院系统内许多法律问题的案件。在调解之前，学生将接受28小时的民事调解培训，并获得佐治亚争议解决办公室的注册中立人的认证。

## 审判辩护
佐治亚州立大学具有全国最成功的审判辩护项目之一。学生审判律师协会（STLA）由汤姆·琼斯教授领导，并赢得了许多国家和地区奖项和竞赛。自1992年成立以来的20年间，STLA赢得了11个全国冠军，参加了7个全国决赛，并赢得了15个区域冠军。此外，23名学生在各种比赛中被评为“最佳辩护律师”。有关比赛结果的完整列表，请访问GSU STLA比赛结果页面。

## 排名
1. ↑  .   [2016-11-09]. （原始内容存档于2010-11-04） （英语）.
2. ↑  .   [2016-11-09]. （原始内容存档于2013-12-19） （英语）.
3. ↑  "Tuition and Expenses" （页面存档备份，存于）.
4. ↑  "2013 Princeton Review Best Law Schools" （页面存档备份，存于）.
5. ↑  "Best Value Law Schools, Wall Street Journal" （页面存档备份，存于）.
6. ↑  "GSU Among Top Value Law Schools" （页面存档备份，存于）.
7. ↑  "Georgia State Best Value School" （页面存档备份，存于）.